# Barbara Meffert
Barbara Meffert (* 30. August 1937 in Hildburghausen; † 2014) war eine deutsche Fotografin.

## Leben und Werk
Barbara Meffert war die Tochter des Fotografen Rudolf Meffert, der in Hildburghausen ein alteingesessenes Fotoatelier und -Fachgeschäft führte, und dessen Ehefrau Lieselotte. Sie absolvierte von 1951 bis 1954 bei ihrem Vater eine Lehre als Fotografin. Später erwarb sie den Meistertitel. In ihrer Freizeit betätigte sie sich bis in die frühen 1960er Jahre aktiv in der Sektion Sportschwimmen der BSG „Eintracht“ Hildburghausen und im Wasserrettungsdienst des DRK.
Nach der Lehre arbeitete sie in Ateliers in Eisenach und Leipzig und von 1962 bis 1970 als Bildjournalistin bei der Neuen Berliner Illustrierten (NBI). 1971 war sie auf der „1. Portraitfotoschau der DDR“ in Berlin vertreten, zu deren Jury sie auch gehörte.
1964 heiratete sie den Journalisten Dieter Heimlich (* 1936). 1965 wurde sie Mutter eines Sohnes und 1968 und 1970 von Töchtern. Eine ihrer Geburten dokumentierte Barbara Meffert fotografisch, was international in Fachkreisen Aufsehen, aber auch kontroverse Diskussionen hervorrief. Die Ehe wurde 1979 geschieden.
Ab 1970 arbeitete Barbara Meffert in Berlin freiberuflich als Bildjournalistin für Zeitungen und Zeitschriften der DDR, vor allem für die NBI. Sie publizierte eigene Fotobücher und lieferte Fotografien für die Gestaltung und Illustration von Büchern, u. a. für die Schutzumschläge mehrerer Bücher von Walter Kaufmann, und von Filmen, Programmheften u. Ä.
Barbara Meffert war eine der profiliertesten Fotografinnen der DDR. Sie erhielt national und international Auszeichnungen, u. a. 1965 die Silbermedaille der Pressefotoschau der DDR und 1966 die Goldmedaille auf der Interpress in Moskau. Von besonderer dokumentarischer und künstlerischer Bedeutung sind ihre Porträtserien bedeutender Persönlichkeiten, vor allem aus dem Kulturleben, u. a. 1969 von Arnold Zweig. Barbara Meffert war mit der antifaschistischen Widerstandskämpferin Charlotte Holzer befreundet.
Bevor 1994 ihr Elternhaus in der Rosengasse 7 abgerissen wurde, sicherte sie den auf dem Dachboden gelagerten wertvollen Fotografie-Fundus des Ateliers Meffert. Sie übergab das Material ihrem Bruder, dem Fotografen Cornelius Meffert (* 1939). 1999 beschloss der Rat der Stadt Hildburghausen den Ankauf großer Teile davon für das Stadtmuseum.
Fotografien Barbara Mefferts befinden sich u. a. in der Akademie der Künste.

## Mitgliedschaften
- 1962 bis 1980: Verband der Journalisten der DDR
- bis 1990: Verband Bildender Künstler der DDR
- bis 1990: Gesellschaft für Fotografie im Kulturbund der DDR

## Bücher mit Fotografien Barbara Mefferts (unvollständig)
- Barbara Meffert: Welt der Panto/Mime (Henschelverlag Berlin, 1984; mit einem Essay von Janina Hera).
- Ursula Kühn, Martin Puttke: Erlebnis Ballett oder Der anspruchsvolle Weg zum Tänzer. Henschelverlag, Berlin 1989

## Ausstellungen (unvollständig)

### Einzelausstellungen
- 1969: Berlin, Künstlerklub „Die Möwe“ („Künstlerporträts“)
- 1969: Berlin, Kulturbund („Der Schriftsteller Arnold Zweig“)
- 1970: Berlin, Internationales Buch („Bruno Apitz und Buchenwald“)
- 1972: Berlin, Kulturbund („Zum UNO-Jahr des Kindes“)
- 1995: Hildburghausen, Stadtmuseum („100 Jahre Fotografie – Vier Generationen der Fotografenfamilie Meffert“; mit Bildern von Barbara, Cornelius, Fritz und Rudolf Meffert)
- 2001: Hildburghausen, Stadtmuseum („Barbara Meffert. Hildburghausen – Berlin und zurück – Fotografien aus fünf Jahrzehnten“)

### Gruppenausstellungen
- 1977/1978: Halle, Galerie Roter Turm („Medium Fotografie“)
- 1988: Berlin, Fotogalerie Friedrichshain („Fotografinnen II“, mit Tina Bara, Christa Grams, Ingrid Harmetz, Eva Kemlein, Lotti-Ortner-Röhr und Katja Rehfeld)

## Weblink
- https://dunkelgraefinhbn.de.tl/Meffert%2C-Barbara.htm